# ヴィクター・マットフィールド
ヴィクター・マットフィールド（Victor Matfield、1977年5月11日 - ）は、南アフリカ・ピーターズブルグ出身の元ラグビーユニオン選手、ラグビー指導者。現役時代のポジションはロック(LO)。身長 201cm、体重 119kg。

## 経歴

### クラブキャリア
プレトリア大学でプレーした後、1999年にスーパーラグビーのキャッツ（現在のライオンズ）と契約。カリーカップではブルー・ブルズやグリクアスに所属した。2001年にブルズへ移籍し、チームの中心選手として2007年、2009年、2010年のスーパーラグビー優勝に貢献した。2007-08シーズンにはフランスのRCトゥーロンに短期間在籍。2011年のワールドカップ終了後に一度目の現役引退を発表した。
2014年、ブルズで現役復帰。2015年のワールドカップ終了後、イングランドのノーサンプトン・セインツに加入し、1シーズンプレーした。2016年、2度目となる現役引退を表明した。

### 代表キャリア
南アフリカ共和国代表（スプリングボクス）には2001年に初選出された。以後、主力選手として長きにわたり活躍し、2003年大会、2007年大会、2011年大会、2015年大会と4大会連続で代表に選出された。2011年大会では副将を務めた。
2007年大会では、南アフリカ共和国の2度目の優勝に大きく貢献し、決勝のイングランド戦ではマン・オブ・ザ・マッチを受賞した。同じくロックのバッキース・ボタとのコンビは世界屈指と評され、共に先発出場したテストマッチは63試合にのぼり、これはロックのパートナーシップにおける世界記録である。
こうした功績が称えられ、2008年には母校プレトリア大学のスポーツ名誉殿堂入りを果たした。また、国際的な招待制チームであるバーバリアンズにも複数回選出されている。

## 指導歴
一度目の引退後、2013年に古巣であるブルー・ブルズのフォワード兼アタックコーチに就任した。2024年2月、エディー・ジョーンズがヘッドコーチを務める日本代表のテクニカルアドバイザーに就任することが発表された。